# День солидарности с палестинскими детьми и подростками в Иране

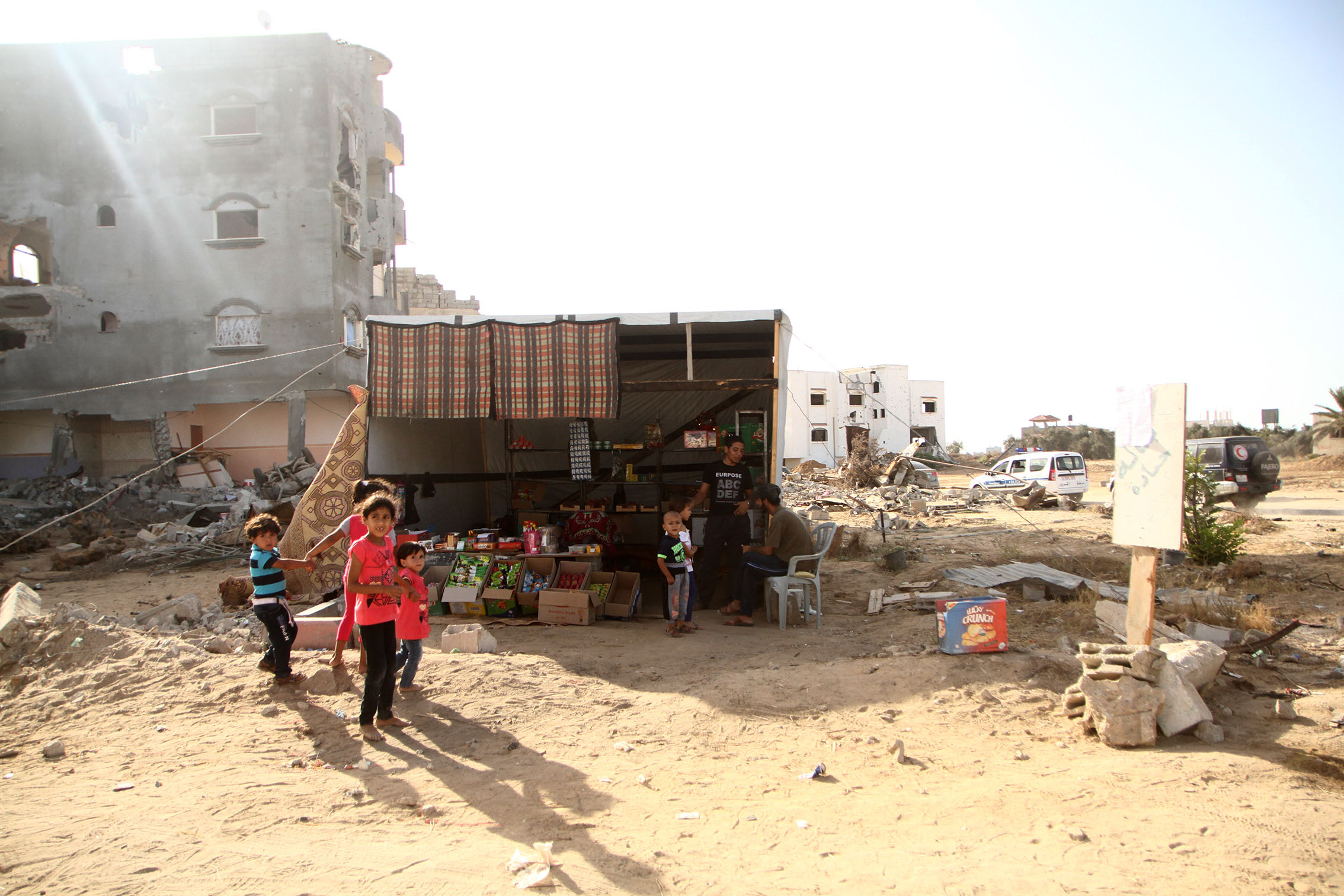
Дети в Палестине

День солидарности с палестинскимм детьми и подростками в Иране (перс. روز هم بستگی با کودکان و نوجوانان فلسطینی‎, Ruz-e hambastegi ba kudakan va noujavanan-e felestini) — памятный день в Иране, который проводится 9 мехра (30 сентября) в честь годовщины смерти Мохаммада а-Дура.

## Дело Мухаммада а-Дура
30 сентября 2000 года 12-летний палестинец Мухаммад а-Дура был убит израильскими войсками в то время, как прятался за спиной своего отца, чтобы укрыться от огня. Несчастный случай произошёл в секторе Газа в районе перекрёстка Нецарим на второй день интифады, когда отец с сыном попали под огонь между израильскими и палестинскими войсками. В исламском мире Мухаммад а-Дура был признан мучеником.
Инцидент снял на камеру палестинский телеоператор Талал Абу Рахма для телеканала Франция 2. Смерть мальчика вызвала широкий резонанс в СМИ.
Изначально Израиль признал ответственность за случившееся, однако в 2007 году официально отозвал своё решение, заявив, что смерть мальчика была инициирована[что?]. Произраильские организации предложили термин «Палливуд» для описания постановки палестинцами в сотрудничестве с западными СМИ ложных новостных сообщений.

## Палестинские дети
Первый зарегистрированный случай смерти палестинских детей со стороны израильских ВС произошёл в 1950-м году, когда в деревне Яло застрелили троих детей в возрасте 8, 10 и 12 лет.
Согласно независимой неправительственной организации Международная защита детей, во время второй интифады (29 сентября 2000 года — 30 июня 2004 года) из 595 палестинских детей 383, или 64,4 %, были убиты в результате израильских налётов. Остальные 212 погибли от ранений во время столкновений с израильскими ВС. В то же время около 4 816 детей были ранены во время повседневных занятий.
Международная неправительственная организация «Эмнести» обвинила Израиль в неадекватном расследовании убийств палестинских детей во время второй интифады. Кроме того, Палестина была обвинена в убийствах израильских детей в результате терактов-самоубийств.
За смертью мальчика последовали авиаудары ВВС Израиля по городу Дейр-эль-Балах в секторе Газа в июне 2006 года, в результате которого погибли семь человек одной семьи.
В июле 2006 года во время Второй ливанской войны Израиль совершил налёт на деревню Кана, в результате которого погибли 57 человек. Из них 34 — дети.
Согласно Палестинскому центру по правам человека, во время операции «Литой свинец» в секторе Газа зимой 2008—2009-х гг. было убито 313 детей. Вооружённые силы Израиля завили о том, что среди погибших числились 89 несовершеннолетних жителей. «Бецелем» сообщал о гибели 318 мирных жителей младше 18 лет, однако данные этой организации оспаривались. Когда США попытались начать расследование о масштабном убийстве гражданских лиц во время конфликта, Израиль отказался сотрудничать.
По сообщениям СМИ, во время операции «Облачный столп» в 2012 году были убиты 30 детей.

## Израильские дети
С другой стороны, около 70 % израильских детей погибли в результате терактов-самоубийств палестинцев. Многие были застрелены в машинах и автобусах. Кроме того, были зарегистрированы изнасилования и похищения израильских детей и подростков.
Согласно «Эмнести», во время первой интифады более 100 израильских детей были убиты и сотни пострадали во время терактов-самоубийств, стрельбы и других видов нападения со стороны палестинцев.
Нередко в результате атак дети становятся инвалидами: теряют зрение, конечности, страдают от паралича и мозговых травм.
За период с 2000 по 2004 год в Палестине было также зарегистрировано как минимум 9 терактов-самоубийств, совершённых детьми.

## Всемирный день солидарности палестинским детям и подросткам
В 1977 году резолюция ООН провозгласила 29 ноября Всемирным днём солидарности палестинским детям и подросткам. На Генеральной Ассамблее был выбран именно этот день, так как в 1947 ООН утвердила план по разделу Палестины, который признавал существование «Арабского государства» и «Еврейского государства».
Всемирный день солидарности палестинским детям и подросткам был создан для того, чтобы обратить внимание общественности на существующие в Палестине проблемы. Ежегодно в этот день проводятся встречи, заседания, публикации материалов и показы фильмов.